# さぬきエクスプレス八幡浜

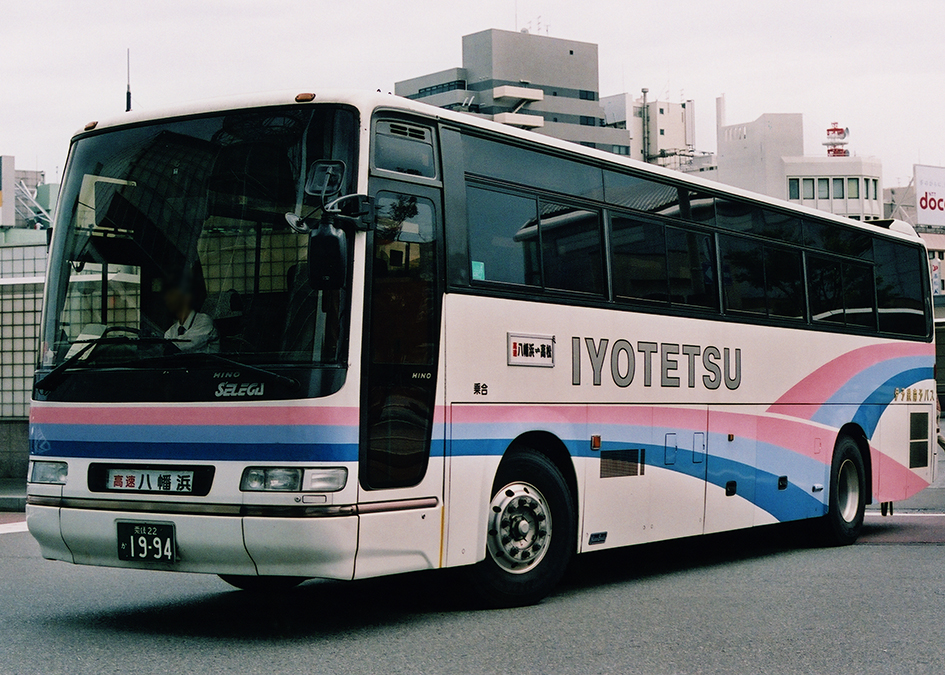
さぬきエクスプレス八幡浜
伊予鉄南予バス（日野・セレガ）

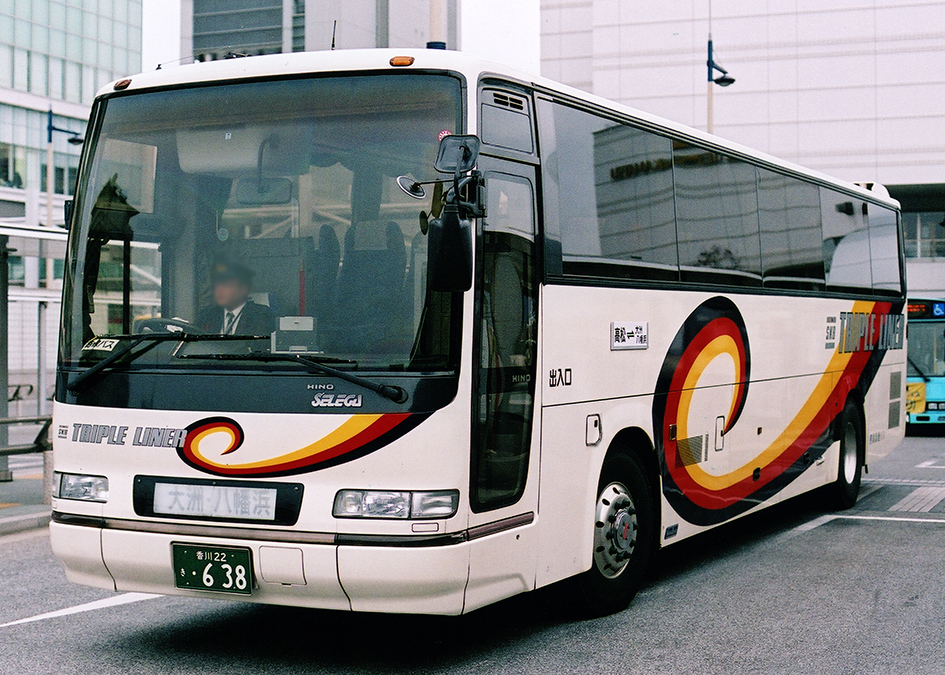
さぬきエクスプレス八幡浜
四国高速バス（日野・セレガ）

さぬきエクスプレス八幡浜（さぬきエクスプレス　やわたはま）は、伊予鉄南予バスと四国高速バスが運行していた香川県高松市、丸亀市、善通寺市、観音寺市と愛媛県内子町、大洲市、八幡浜市を結ぶ昼行高速バスである。全便予約定員制。車内は自由席。
2010年3月31日の運行をもって廃止された。以下の記載は同日時点のものである。

## 運行会社・便数
- 伊予鉄南予バス
- 四国高速バス

1日3往復で、両社が1.5往復ずつ担当。

## 停車停留所
＜JR高松駅 - 県庁通り - 栗林公園前 - ゆめタウン高松 - 高松中央インターBT - 高速丸亀 - 善通寺インターBT - 高速観音寺＞ - ＜内子 - 東大洲 - 大洲駅前 - 大洲本町 - 大洲営業所 - 八幡浜 - 八幡浜港＞
＜停留所 - 停留所＞でくくられた中での相互の乗降はできない。

## 車内設備
- ハイデッカー車
- 4列リクライニングシート
- トイレ
- フットレスト
- 座席間のアームレスト

## 沿革
- 2007年11月15日 - 四国運輸局長認可
- 2007年12月10日 - 伊予鉄南予バス・四国高速バスがさぬきエクスプレス八幡浜（高松駅〜内子・大洲・八幡浜）の運行を1日5往復で開始。
- 2008年7月28日 - 八幡浜側がの起終点が八幡浜（八幡浜駅前、伊予鉄南予バス本社営業所）から八幡浜港まで延伸され、全便が八幡浜港から九州方面へのフェリーに接続したダイヤに改正。
- 2008年12月1日 - 1日3往復に減便。運行会社が固定されている2往復（四高・伊予鉄南予各1往復）が廃止。
- 2009年4月1日 - 四国高速バスが善通寺インターBT開設に伴い、善通寺市内の停留所が高速善通寺から善通寺インターBTに変更。
- 2010年4月1日 - 路線廃止。[1]

## 路線の特徴
「ゆめタウン高松」、「高松中央インターBT」、「善通寺インターBT」、「内子」、「大洲営業所」でパークアンドバスライドが可能であった。
伊予鉄南予バス唯一の高速バスで、唯一の愛媛県外定期路線バスであった。四国高速バスにとっても、同社が運行する四国島内高速バス路線で唯一JR四国バスと共同運行を行なわない路線であった。さらに、四国島内の県間にまたがる高速バスは、この路線開設まで、すべての路線が県庁所在都市同士を結ぶ路線であったので、発着地いずれかが県庁所在地でない高速バス路線は、四国で初めてかつ当時唯一の事例であった。
このように、「はじめて」づくしの路線であり、動向が注目されていたが、利用状況は芳しくなく、愛媛県側の発着地を八幡浜港に移動し、臼杵港・別府港ゆきフェリーと連絡するダイヤに改正した上、フェリーとバスのセット乗車券を発売するなどのてこ入れが行われた。高松からだと、大分・別府へは瀬戸大橋線と山陽新幹線経由で最低2回の乗換えが必要である上、遠回りになる。当路線はこのルートを短絡する新ルートとしてPRが行われていたが、利用者の増加につながらず、開設から1年で減便に至った。その後も利用者数は延びず、ついに路線廃止にまで追い込まれた。

### 高速バス+フェリーセットきっぷ
高松（高松駅～高松中央ICBT）～八幡浜港間の高速バスと、八幡浜港～臼杵港・別府港間の九四オレンジフェリー・宇和島運輸フェリーのセットきっぷ「高速バス+フェリーセットきっぷ」を発売していた。このきっぷは当初高松側のみの発売で、フェリー両社では発売していなかったが、2008年8月26日からはフェリー両社でも発売していた。
バスの乗車券は、伊予鉄南予バス営業所、四国高速バス案内所、ローソン、ファミリーマートなどコンビニ、旅行会社で事前に購入することができた。電話・インターネットで予約もできた。座席定員制なので、バス乗車時に支払うこともできた。ただし、伊予鉄道の各営業所、いよてつチケットセンターでは購入できなかった。

## 注記
1. ↑  さぬきエクスプレス八幡浜号　運行休止のお知らせ　四国高速バス2010年3月1日発表2010年３月31日運行終了